# (16178) 2000 AT127
2000 أي تي 127 (ويعرف أيضًا باسم (16178) 2000 أي تي 127 وفق تسمية الكوكب الصغير) (بالإنجليزية: 2000 AT127)‏ هو كويكب ضمن حزام الكويكبات؛ وترتيبه 16178 من حيث الاكتشاف.
اكتُشف هذا الجُرم الفلكي بواسطة بحث لنكولن عن الكويكبات القريبة من الأرض في 5 يناير 2000.

## وصلات خارجية
- (16178) 2000 AT127 في قاعدة بيانات مختبر الدفع النفاث لأجرام النظام الشمسي الصغيرة

- الاكتشاف · مخطط المدار ·  العناصر المدارية · المعلمات المادية

- (16178) 2000 AT127 على موقع ويكي سكاي: DSS2, SDSS, GALEX, IRAS, Hydrogen α, X-Ray, Astrophoto, Sky Map, Articles and images